# Emil Schön
Emil Schön (4 d'agost de 1872 - 29 de gener de 1945) va ser un tirador d'esgrima alemany que va competir a començaments del segle xx. El 1906 va prendre part en els Jocs Intercalats d'Atenes, on guanyà la medalla d'or en la competició de sabre per equips del programa d'esgrima. En aquests mateixos Jocs disputà cinc proves més, amb una quarta plaça en la prova de Sabre, tres cops i una cinquena en la d'espasa individual i espasa per equips com a millors resultats.
El 1908 va prendre part en els Jocs Olímpics de Londres, on disputà dues proves del programa d'esgrima, espasa i sabre, però en cap d'elles superà les sèries eliminatòries.
Als Jocs d'Estocolm, el 1912, foren quatre les proves del programa d'esgrima que disputà, sent les millors posicions la setena en espasa per equips i sabre per equips.